# Охота (фильм, 1966)

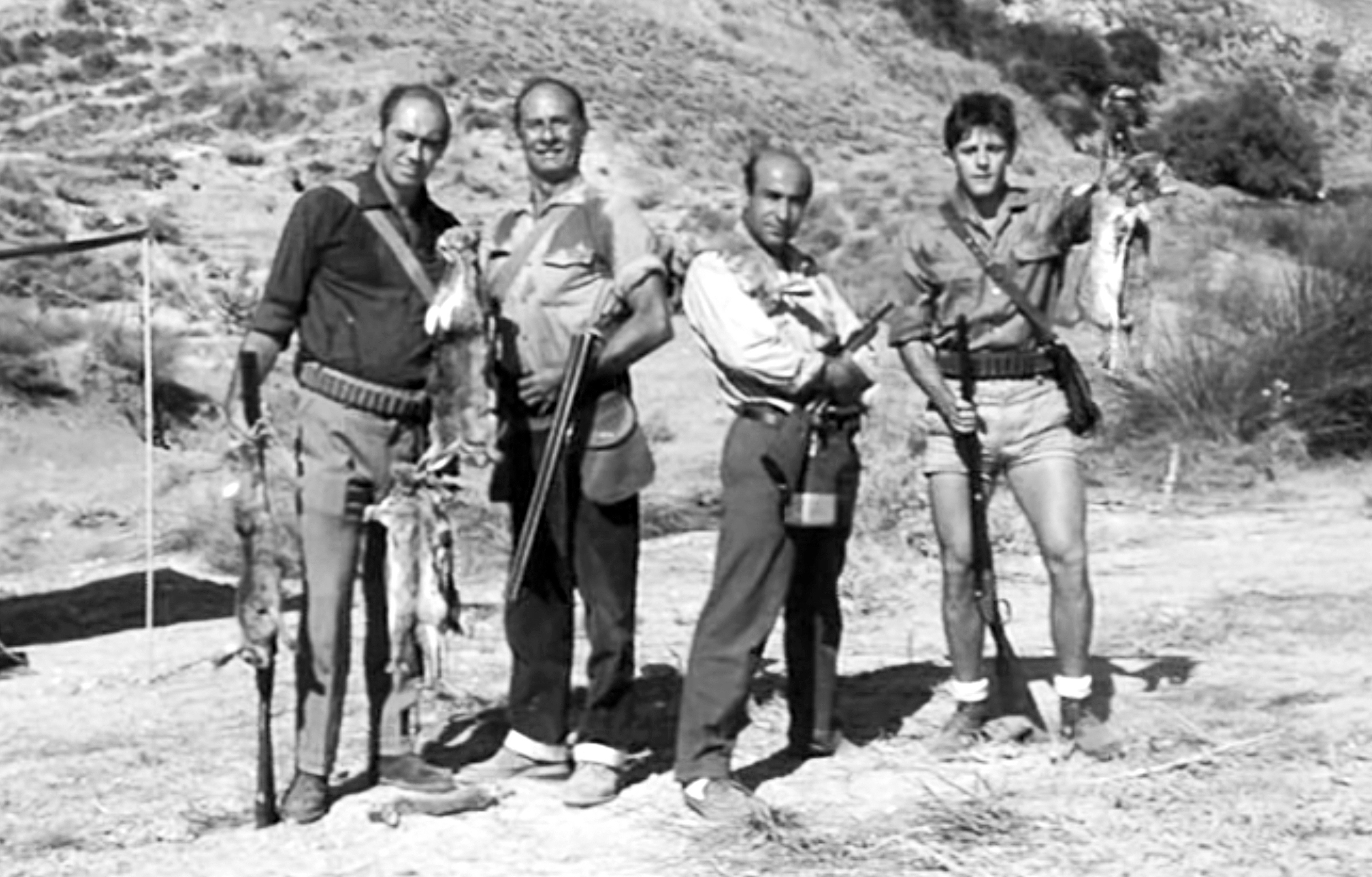
Слева направо: И. Мерло, А. Майо, Х.М. Прада и
Э. Гутьеррес Каба

«Охота» (исп. La caza) — фильм испанского кинорежиссёра Карлоса Сауры 1966 года. Психологический триллер о трёх ветеранах Гражданской войны, встретившихся для охоты на кроликов. Фильм принёс Сауре первый международный успех и «Серебряного медведя» за режиссуру на 16-м Берлинском кинофестивале. Ныне считается классикой испанского кинематографа. Фильм снимался в долине, где во время Гражданской войны произошла битва, идентичная той, что описывается в одном из диалогов.

## Сюжет
Хосе, Пако и Луис, три ветерана Фаланги, встречаются в кастильской деревушке для охоты на кроликов. Зачинщик охоты — Хосе. Он в долгах из-за предстоящего развода и живёт с женщиной моложе его, еле сводя концы с концами. Главная его цель — взять ссуду у Пако, практичного бизнесмена, также несчастного в любви и ищущего женщин помоложе. Пако привозит с собой Луиса, работающего у него на заводе. Луис — слабый одинокий алкоголик, интересующийся вином, женщинами и научной фантастикой больше, чем социальными благами и мужской дружбой. Четвёртый в компании — подросток Энрике, родственник Пако, ищущий в охоте острых ощущений.
Встретившись в местном баре, мужчины нанимают фермера Хуана и его молодую племянницу Кармен для помощи в охоте, также берут напрокат хорьков. Готовя ружья, они вспоминают Гражданскую войну и азарт охоты на людей вместо животных. Они подстреливают несколько кроликов и затем обедают ими. Немного выпив, Хосе просит Пако о ссуде: это, по его словам, закрепит их отношения. Пако, с недовольством ожидавший этого, отказывает, но предлагает Хосе работу.
Всех троих мучают воспоминания, они начинают упрекать друг друга, нарастает отчуждение. Луиса это бесит, он решает потренироваться в стрельбе на манекене, который затем сжигает; огонь от костра перекидывается на кустарники, приходится его тушить. К концу охоты Пако убивает хорька; он говорит, что это случайность, но Хосе чувствует, что он сделал это назло. Охота становится напряжённее, выстрелы учащаются.
Тлеющая ненависть и взаимные разочарования вырываются наружу, когда Пако, смертельно раненый выстрелом из ружья Хосе, падает в поток. Разъярённый Луис пытается задавить Хосе на джипе. Хосе отвечает выстрелом, но у Луиса хватает сил на ответный выстрел; оба погибают. Невредимый Энрике остаётся один посреди бойни, пытаясь вникнуть в необъяснимое поведение трёх товарищей. Наконец он убегает, замирая в стоп-кадре.

## В ролях
- Исмаэль Мерло — Хосе
- Альфредо Майо — Пако
- Хосе Мария Прада — Луис
- Эмилио Гутьеррес Каба — Энрике
- Фернандо Санчес Полак — Хуан
- Виолета Гарсиа — Кармен
- Мария Санчес Арока — мать Хуана

## Награды
- Берлинский кинофестиваль 1966
  - «Серебряный медведь» за режиссуру — Карлос Саура